# Die Gräfin
Die Gräfin ist ein Historienfilm der französischen Schauspielerin und Regisseurin Julie Delpy, der an die Legende der „Blutgräfin“ Elisabeth Báthory angelehnt ist.

## Handlung
Die Handlung beginnt im Jahr 1560, als die Protagonistin Erzsébet Báthory in Nyírbátor als Tochter des ungarischen Feldherren Georg Báthory von Ecsed geboren wird. Schon früh wird sie vor allem durch ihre Mutter Anna zur Härte und Grausamkeit erzogen, so muss sie beispielsweise der Folter und Hinrichtung ihres Freundes zusehen, von dem sie ein Kind erwartet, welches ihr später von ihrer Mutter direkt nach der Geburt weggenommen wird.
Im Teenager-Alter wird sie mit dem ungarischen Freiherren Franz Nádasdy von Fogarasföld verheiratet. Das Paar bekommt drei Kinder. Nach der Rückkehr ihres Mannes von einem Feldzug gegen die Osmanen erkrankt dieser schwer und stirbt schließlich an den Folgen der Krankheit. Erzsébet ist nun alleinige Erbin des Vermögens und sucht um Anerkennung beim ungarischen Habsburger-König Matthias II., der nur widerwillig zustimmt, da er auf Grund der Türkenkriege erhebliche Schulden bei der Gräfin angehäuft hat.
Auf einem Ball lernt sie den Sohn des Grafen György Thurzó István Thurzó kennen und verliebt sich in ihn. Nach einer gemeinsamen Nacht wird dieser von seinem Vater gezwungen, die Beziehung zu beenden und die Tochter eines reichen Kaufmanns in Dänemark zu heiraten. Erzsébet glaubt nun durch eine von György Thurzó eingefädelte Intrige, dass der Altersunterschied Schuld am Scheitern der Beziehung wäre. Sie verfällt daraufhin dem Wahn, dass das Blut jungfräulicher Mädchen ihr zu ewiger Schönheit und Jugend verhelfen könnte. Zu diesem Zweck müssen ihre Bediensteten überall Mädchen herholen, die sie auf grausame Weise mit einer Apparatur tötet, um an deren Blut zu kommen. Erst als sie beginnt, auch adelige Mädchen zu entführen, wird die Krone auf das Treiben der Gräfin aufmerksam und beauftragt daraufhin den Grafen György Thurzó mit der Untersuchung der Vorfälle. Graf Thurzó schickt daraufhin seinen Sohn István zu Erzsébet.
István glaubt zunächst nicht an die Vorwürfe und erliegt abermals der Gräfin. Erst als ihm einer seiner Begleiter diverse „Beweise“ zeigt, lässt er die Gräfin verhaften. Im darauf folgenden Prozess wird sie des Mordes schuldig gesprochen und wegen ihrer adeligen Herkunft in einem Zimmer ihres Schlosses Čachtice eingemauert. Ihre Bediensteten werden ebenfalls schuldig gesprochen und hingerichtet. Ihr Besitz fällt an den Grafen Thurzó, mit Ausnahme von Čachtice, das ihren Kindern zuerkannt wird.
Von Verzweiflung getrieben tötet sich Erzsébet schließlich selbst in ihrem Verlies und wird daraufhin ohne Sarg und Begräbnisfeier in einem ärmlichen Grab beerdigt.

## Kritiken
„Eine nach wahren Begebenheiten im 16. Jahrhundert ausgestaltete Tragödie, die den der Geschichte innewohnenden Horror in archaische Bilder taucht. In der Hauptrolle überzeugend, krankt der beachtliche Film an den nur wenig glaubwürdig agierenden Nebendarstellern.“

„Überhaupt ist Die Gräfin nicht gerade ein Musterbeispiel für die Figurenzeichnung. Eigentlich gibt es abgesehen von der Protagonistin nur noch eine erwähnenswerte Figur: den ebenfalls adligen Dominic Vizakna (Sebastian Blomberg), der eine Vorliebe für Masochismus hat und damit auch in ihr etwas wachruft. Das kann man dann als gegeben hinnehmen oder nicht. Es ist auf jeden Fall beeindruckend mitanzusehen, wie die unglücklich verliebte Gräfin zunehmend auseinanderbricht und gleichzeitig immer grausamer wird.“